# Mas del Barber (la Galera)
El Mas del Barber és una masia del terme municipal de la Galera, a la comarca catalana del Montsià.
Està situada a 153 metres d'altitud, a la dreta del barranc de la Galera, al costat meridional del Camí de Cantallops. És a prop i al sud-est de la Granja del Joanero, a quasi dos quilòmetres i mig a ponent de la població de la Galera.